# Nadleśnictwo Milicz
Nadleśnictwo Milicz – jednostka organizacyjna Lasów Państwowych podległa Regionalnej Dyrekcji Lasów Państwowych we Wrocławiu. Siedzibą nadleśnictwa jest Milicz. Powierzchnia nadleśnictwa wynosi 263452,90 ha.
Nadleśnictwo Milicz położone jest na terenie województwa dolnośląskiego.

## Obręby
Milicz, Cieszków, Kubryk

- Leśnictwo Kaszowo
- Leśnictwo Lasowice
- Leśnictwo Skoroszów
- Leśnictwo Brzezie
- Leśnictwo Zwierzyniec
- Leśnictwo Sędraszyce
- Leśnictwo Gądkowice
- Leśnictwo Rakłowice
- Leśnictwo Gogołowice
- Leśnictwo Wróbliniec
- Leśnictwo Grabownica
- Leśnictwo Krośnice
- Leśnictwo Dziewiętlin
- Leśnictwo Kubryk
- Leśnictwo Bukowice
- Leśnictwo Świętoszyn
- Leśnictwo Bukowinka
- Leśnictwo Łowieckie Kubryk

## Ochrona przyrody
Rezerwaty przyrody
- Park Krajobrazowy „Dolina Baryczy”
- Stawy Milickie, rezerwat faunistyczny
- Wzgórze Joanny, rezerwat leśny

Obszary Natura 2000
- Obszar specjalnej ochrony ptaków OSO Dolina Baryczu

- Ostoja nad Baryczą
- Chłodnia  w Cieszkowie PLH020001
- Skoroszowskie Łąki[2][3]